# Hármashatár-hegyi turistaház (1926–1935)
A Hármashatár-hegyi turistaház egykori turistaház a Budai-hegységben, Budapest III. kerületében. Helyén jelenleg étterem működik. Tőle nem messze, az egykori pilótaotthon átalakításával 2016-ban hozták létre az új Hármashatár-hegyi turistaházat.

## Történelem
A Budapesti Turista Egyesület már az 1890-es években tervezte turistaház építését a Hármashatár-hegyen, de azt végül a Budapest Sport Egyesület (BSE) valósította meg 1926-ban. A terveket Ivántsó István műépítész készítette. Az építkezést a főváros tanácsa két részletben 80 000 pengővel támogatta, de száz száz pesti és budai vállalkozó is az ügy mögé állt pénz vagy építőanyagok biztosításával.
A csúcs alatt felhúzott zömök terméskőépület csak nevében volt menedékház, valójában vendéglői szolgáltatást nyújtott. A 150 fő befogadására alkalmas épület félkör alakú ebédlőjéből és teraszáról szép kilátás nyílt a városra. 1927-ben 16 000 vendéget fogadott, az autóút 1928-as megépülése és a vasárnapi buszjárat beindítása után, 1933-ban pedig már 80 000-et.
A közút megépülése után a turistaház funkciója megváltozott. A BSE 1935-ös évkönyve így fogalmaz: „Ahol az autó kezdődik, ott a turistaság végződik. Menedékházunk az autó fejlődésével mindinkább vendéglő lett.” Ennek megfelelően a ház kezelését átadták a fővárosnak.
A vendéglőt a II. világháború után a III. ker. Vendéglátóipari Vállalat üzemeltette. Helyén jelenleg az Udvarház Étterem működik.